# アルフォンソ・マリア・デ・ボルボン・イ・ボルボン

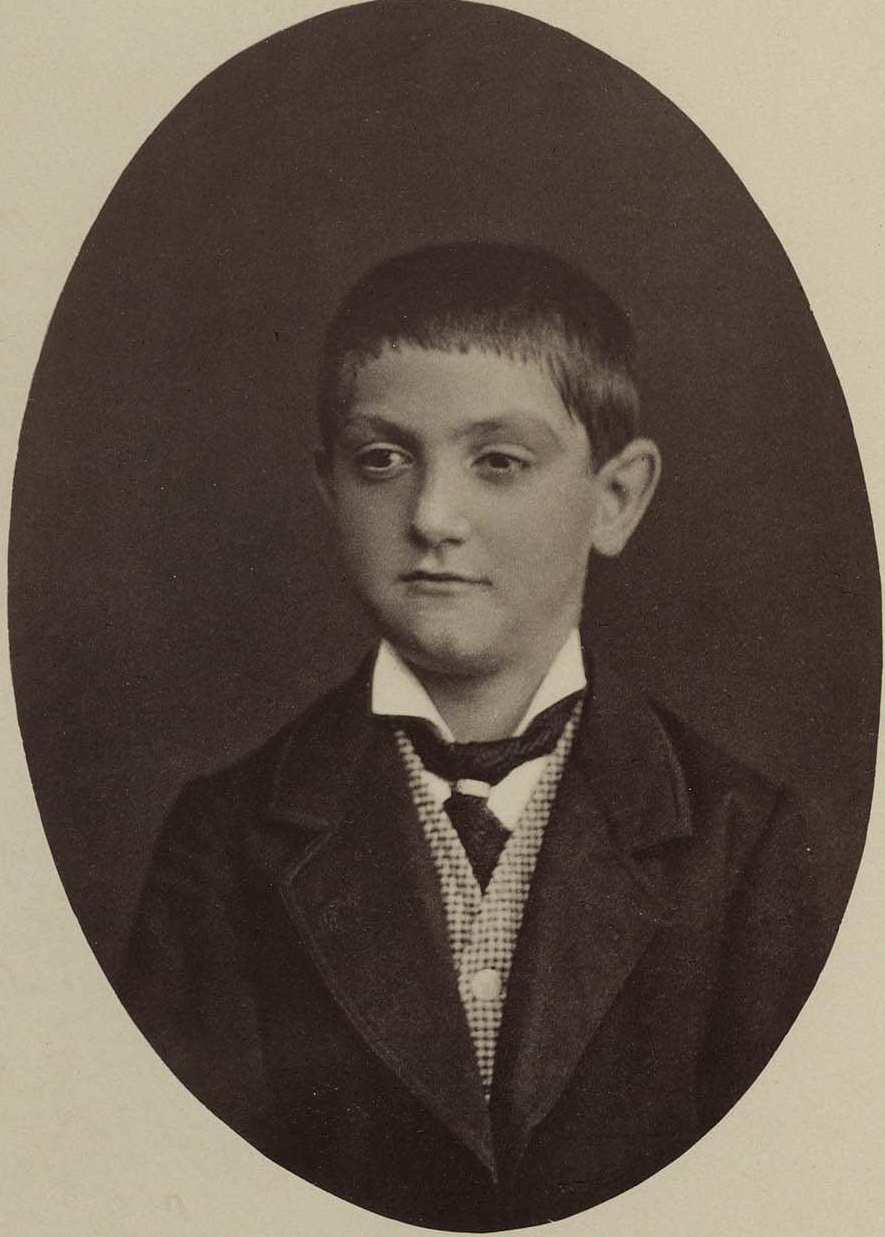
少年期のドン・アルフォンソ・デ・ボルボン、1876年頃

アルフォンソ・マリア・デ・ボルボン・イ・ボルボン（Alfonso María de Borbón y Borbón, 1866年11月15日 マドリード - 1934年4月28日 マドリード）は、スペインの貴族。スペイン王室の成員で、カルロス3世王の玄孫。88もの洗礼名を持ち、ギネス・ワールド・レコーズに、歴史的に王族と定義される人々の中で、最も長い名を持った人物として記録されている。

## 生涯
セバスティアン王子とその2番目の妻マリア・クリスティーナ王女の間の5人の息子のうちの4番目として生まれる。王子・王女の称号を持つスペイン王族同士の対等結婚で生まれたにもかかわらず、王室との血縁が遠かったアルフォンソと兄弟たちは王子の称号を付与されなかった。
1868年のスペイン九月革命でブルボン王朝が打倒されると家族と共にピレネー山麓のフランス領ポーに避難し、1875年にアルフォンソ12世がブルボン王朝を復古させると帰国する。高齢だった父が帰国直前に死去したため、兄弟は母方従兄であるアルフォンソ12世王の監護下におかれ、王の母校だったウィーンのテレジアーヌム中等教育学校に送られて教育を受けた。
学業を終えスペインに帰国すると、摂政王太后マリア・クリスティーナの計らいで3人の兄たちと同じく公爵位を授与されることになったが、公爵位が王家の血筋を示す「ボルボン」の家名を隠してしまうため不都合だと考えたアルフォンソは、叙爵を辞退した。王室メンバーとしてスペイン赤十字社総裁を務めた。スペインのアルカンタラ騎士団、ポルトガルのキリスト騎士団及びアヴィス騎士団の騎士に叙任された。
1929年サン・セバスティアンでフリア・メンデス・イ・モラーレス（Julia Méndez y Morales）と結婚した。これは貴賤結婚に該当したため、スペイン王位継承権を喪失した。1931年に王制が倒され第二共和政が成立すると同時に、間に子供のないまま離婚した。
その後カルリスタ派に接近し、同派の王位請求者サン・ハイメ公爵からブルボン公子（Príncipe de Borbón）の称号と殿下（Alteza）の敬称を授与された。翌1934年に死去し、マドリード市内のサン・イシドロ墓地に埋葬された。

## 洗礼名
一部の資料では、アルフォンソの洗礼名の数について誤って94個とされている。88個の洗礼名の中には、ハイフンでつながっている2つ以上の単語からなるが、名としては1つと数えられる部分が複数ある。純粋に単語で数えれば115語からなる（姓を除く）。ギネス・ワールド・レコーズに記載された洗礼名は以下の通り。

## 引用・脚注
1. ↑  “Capet 42”. genealogy.euweb.cz. 2020年7月25日閲覧。
2. ↑  “het grootste aantal voornamen” (オランダ語). Onze Taal (2004年3月1日). 2008年10月23日時点のオリジナルよりアーカイブ。2020年7月25日閲覧。
3. 1 2  “Bureaucrats Refuse To List 140 Names”. AP News. 2020年7月25日時点のオリジナルよりアーカイブ。2020年7月25日閲覧。
4. 1 2 3 4  Alfonso de Borbón y Borbón, Real Academia de la Historia
5. ↑  Bouche, Luis Español (1999) (スペイン語). Nuevos y viejos problemas en la Sucesión de la Corona Española. Madrid: Hidalguia. p. 70
6. ↑  “Most names for a historical royal” (英語). Guinness World Records (2021年2月18日). 2023年8月29日閲覧。